# NGC 5089
NGC 5089 is een balkspiraalstelsel in het sterrenbeeld Hoofdhaar. Het hemelobject werd op 13 maart 1785 ontdekt door de Duits-Britse astronoom William Herschel.

## Synoniemen
- UGC 8371
- IRAS13173+3031
- MCG 5-31-175
- ZWG 161.12
- ZWG 160.194
- WAS 68
- KUG 1317+305
- PGC 46477